# Holger Zander
Holger Zander (Sankt Michaelisdonn, Schleswig-Holstein, 24 de maio de 1943) é um ex-canoísta alemão especialista em provas de velocidade.

## Carreira
Foi vencedor da medalha de bronze em K-2 1000 m em Tóquio 1964, junto com o seu colega de equipa Heinz Büker.
Foi vencedor da medalha de prata em K-4 1000 m em Tóquio 1964, junto com os seus colegas de equipa Bernhard Schulze, Friedhelm Wentzke e Günther Perleberg.